# Премія Андрія Сахарова американського фізичного товариства
Премія Андрія Сахарова американського фізичного товариства (англ. Andrei Sakharov Prize) — премія, заснована Американським фізичним товариством (American Phisical Society, APS) в 2006 році. Вручається раз на два роки за «видатне керівництво та/або досягнення вчених на захист прав людини».
Премія названа на честь Андрія Сахарова, радянського фізика-ядерника, дисидента і борця за права людини.
У 2007 році розмір премії оцінювався в $10.000.

## Список нагороджених
- 2006 Юрій Орлов
- 2008 Сюй Ляньїн
- 2010 Герман Вінік
- 2012 Мулугета Бекеле та Річард Вілсон
- 2014 Борис Альтшулер (Фізичний інститут ім. П. М. Лебедєва) та Омід Кокабі (Техаський університет в Остіні)
- 2016 Зафра М. Лерман (Мальтійський фонд конференцій)
- 2018 Раві Кучіманчі (Асоціація розвитку Індії) та Наргес Мохаммаді (Іранська корпорація інженерної інспекції)
- 2020 Айш Ерзан (Стамбульський технічний університет) та Сяосін Сі (Храмовий університет)
- 2022 Президент України — Володимир Зеленський та всі українці.[1]